# پاتریک لیپتون رابینسون
پاتریک لیپتون رابینسون (انگلیسی: Patrick Lipton Robinson؛ زادهٔ ۲۹ ژانویهٔ ۱۹۴۴) یک قاضی اهل جامائیکا است.
وی هم‌اکنون از قاضیان دیوان بین‌المللی دادگستری است.